# 맨주먹 청춘
"맨주먹 청춘"은 1967년 공개된 대한민국의 영화이다.

## 배역
- 오영일
- 문희
- 박암
- 트위스트 김
- 송미남
- 강계식